# Alexeï Souvorine
Alexeï Sergueïevitch Souvorine (en russe : Алексей Сергеевич Суворин), né le 11 septembre 1834 (23 septembre dans le calendrier grégorien) dans le village de Korchevo dans le gouvernement de Voronej et mort le 11 août 1912 (24 août dans le calendrier grégorien) à Tsarskoïe Selo, est un éditeur, critique théâtral et journaliste russe d'opinion libérale qui exerça une profonde influence sur la vie littéraire de l'Empire russe au tournant du siècle.

## Biographie
Fils d'un capitaine russe, blessé à Borodino, Alexeï est l'aîné d'une fratrie de neuf enfants, trois garçons et six filles. Il entre dans le Corps des cadets de Voronej jusqu'en 1851, puis, sera élève de l'École d'artillerie Constantin. Après une brève carrière dans les sapeurs, il passe le concours d'enseignants et travaille dans les écoles de Bobrov et de Voronej.
Souvorine collabore avec la revue Birjevye vedomosti («Биржевые ведомости», Les Nouvelles de la Bourse) à partir de 1875, puis devient le propriétaire du quotidien Novoïé Vrémia (Temps nouveau), avec Vladimir Likhatchiov, en 1876. Il évolue graduellement vers des opinions patriotiques qui se reflètent sur les pages du périodique. Sous sa direction Novoïé Vrémia acquiert une réputation du journal réactionnaire. Les articles de Victor Bourénine qui se livre aux attaques antisémites, notamment concernant l'affaire Dreyfus, y contribuent grandement.
En 1901, Souvorine participe à la fondation du groupe nationaliste et monarchiste Rousskoe sobranie (Русское собрание) dont les idées plus tard sont relayées par l'Union du peuple russe.
Mort à Tsarskoïe Selo, il est enterré au cimetière Saint-Nicolas de Saint-Pétersbourg.